# 3931 Batten
3931 Batten este un asteroid din centura principală, descoperit pe 1 martie 1984 de Edward Bowell.